# Monametsi Kelebale
Monametsi Kelebale (15 de julho de 1981) é um futebolista botsuanense que atua como defensor.

## Carreira
Monametsi Kelebale representou o elenco da Seleção Botsuanense de Futebol no Campeonato Africano das Nações de 2012.